# Kalbe (Niedersachsen)
Kalbe ist eine niedersächsische Gemeinde in der Samtgemeinde Sittensen im Landkreis Rotenburg (Wümme) mit 602 Einwohnern.

## Geografie

### Geografische Lage
Kalbe liegt mittig zwischen Hamburg und Bremen direkt südlich der Autobahn A1. Die Oste quert Kalbe von Ost nach West und der Kalber Bach entwässert das östlich liegende Naturschutzgebiet Everstorfer Moor. An Kalbe angrenzend liegen das Naturschutzgebiet Tister Bauernmoor, große Teile des Thörenwaldes sowie die Autobahnraststätte Ostetal.

### Nachbargemeinden
- Heidenau
- Lengenbostel
- Sittensen
- Tiste

## Ortsname
Wahrscheinlich lässt sich der Ursprung des Ortsnamens ähnlich erklären wie bei Kalbe in der Altmark und Calw in Württemberg aus dem germanischen „kalwa“, althochdeutsch cal(a)wa, mittelhochdeutsch „kalwe“ für „kahle Stelle“, mittelniederdeutsch „kalewe“ für „Kahlheit“. Der Name rührt wahrscheinlich von der Lage des Ortes auf einer Talsandinsel in der Niederung der Oste her.

## Politik

### Gemeinderat
Der Gemeinderat setzt sich einschließlich des Bürgermeisters seit der Kommunalwahl am 12. September 2021 wie folgt zusammen:
- KWL: 5 Sitze
- UWG Kalbe: 4 Sitze

### Bürgermeister
Der Bürgermeister von Kalbe ist Jörn Gerken (KWL – Kalber Wählerliste).

### Wappen
| Wappen von Kalbe | Blasonierung: „In Grün über dem aus dem Fußpunkt beidseitig strömenden silbernen (weißen) Wellen (heraldisch korrekt: "erniedrigte eingebogene gestürzte Spitze") ein dreibogiges silbernes (weißes) Portal mit erhöhtem breiterem Mittelbogen, in dessen Mitte ein aufrechtes silbernes (weißes) Eichenblatt.“                 |
| Wappen von Kalbe | Wappenbegründung: Das 2010 genehmigte Wappen erinnert durch die erniedrigte eingebogene gestürzte Spitze an die Lage der Gemeinde im Tal der Oste. Das Portal steht für die Eingänge der ortstypischen Sechs-Säulen-Häuser. Das Eichenblatt steht für die Natur und gleichzeitig symbolisiert es die Lage des Ortes im Ostetal. |

## Verkehr
Kalbe liegt direkt an der L 142, die in der Nachbargemeinde Sittensen Anschluss an die A 1 bietet, die auch über Gemeindegebiet verläuft, dort aber keine Auffahrten besitzt.

## Dorfjugend
In Kalbe gibt es seit über 50 Jahren eine Dorfjugend, die seit 1999 einen Dorfjugendraum besitzt.

## Persönlichkeiten
- Hinrich Peters (1898–1971), Politiker (SPD), niedersächsischer Landtagsabgeordneter, in Kalbe geboren
- Hans-Heinrich Ehlen (* 1949), niedersächsischer Minister für Ernährung, Landwirtschaft und Verbraucherschutz, stammt aus Kalbe
- Burkhard Brozat (* 1953), Autor, Liederschreiber und Produzent, lebt und arbeitet in Kalbe